# Hernán Gómez
Luis Hernán Gómez Larenas (Santiago de Chile, 26 de junio de 1945), más conocido como Hernán Gómez, es un intérprete y compositor chileno, quien ha sido desde 1968 hasta 2002, y desde 2003 a la actualidad, un integrante activo de la banda Quilapayún, participando en 31 de sus 34 álbumes oficiales.

## Biografía
Hijo de Edmundo Horacio Gómez Larenas y Marta Larenas Gómez.

### Carrera musical
Hernán Gómez se integra a Quilapayún en 1968, el mismo año y un poco antes que Rodolfo Parada, y a sólo tres años de la fundación de la banda, en 1965. Hernán es invitado por el integrante Willy Oddó, ingresado a la banda el año anterior, y a quien conocía por ser también, como Gómez, estudiante de ingeniería en la Universidad Técnica. Su objetivo sería reemplazar a Julio Carrasco en las cuerdas, uno de los fundadores de la banda.

### El exilio
Gómez junto con Quilapayún parten al exilio a Francia, producto del Golpe de Estado en Chile de 1973 y posterior dictadura militar.
A comienzos de lo que sería una fructífera época musical para la banda, Eduardo Carrasco dicta a sus compañeros un taller de composición musical interno, quedando este trabajo patente en el álbum Adelante de 1975, el cual incluye la canción «Fiesta en la cocha», cuya letra fue escrita por Hernán Gómez. Dicho álbum contiene además composiciones de Willy Oddó, Rodolfo Parada y Hugo Lagos.
Luego del retorno a la Democracia en Chile en 1990, parte de Quilapayún decide quedarse, mientras que otros retornan a Chile. Hernán será de los que vuelven.

### Regreso a Chile
El año 2002 Hernán Gómez, junto con Hugo Lagos, otro integrante de la banda que fue a Francia y regresó como él, deciden dejar la banda luego de varios problemas internos en el dividido Quilapayún. Sin embargo, logran resolver y al año siguiente se reencuentran en la agrupación con dos integrantes clave, pertenecientes a la primera generación y que la habían dejado hacía tiempo: Eduardo Carrasco y Carlos Quezada. Este evento en la historia de la banda quedará patente en el álbum «El reencuentro», lanzado el año 2004 por la facción de Quilapayún en Chile.

## Discografía
En Quilapayún
- 1969 - Quilapayún 3
- 1969 - Basta
- 1970 - Quilapayún 4
- 1970 - Cantata de Santa María de Iquique
- 1971 - Vivir como él
- 1972 - Quilapayún 5
- 1973 - La fragua
- 1974 - Yhtenäistä kansaa ei voi koskaan voittaa
- 1975 - El pueblo unido jamás será vencido
- 1975 - Adelante
- 1976 - Patria
- 1977 - La marche et le drapeau
- 1977 - Enregistrement Public
- 1979 - Umbral
- 1980 - Alentours
- 1980 - Darle al otoño un golpe de ventana para que el verano llegue hasta diciembre
- 1982 - La revolución y las estrellas
- 1983 - Chante Neruda
- 1983 - Quilapayún en Argentina
- 1984 - Tralalí tralalá
- 1985 - Quilapayún en Argentina vol. 2
- 1987 - Survarío
- 1988 - Los tres tiempos de América
- 1989 - Quilapayún ¡en Chile!
- 1992 - Latitudes
- 1998 - Antología 1968-1992
- 1999 - Al horizonte
- 2004 - El reencuentro
- 2007 - Siempre
- 2009 - Solistas

En conjunto
- 2004 - Inti + Quila Música en la memoria

## Canciones
En Quilapayún
- 1975 - Fiesta en la cocha (letra y parte de la música con Quilapayún), del álbum Adelante.
- 1976 - Recitado y cueca autobiográfica (letra), del álbum Patria.
- 1976 - Patria de multitudes (letra), del álbum Patria, Enregistrement Public y Alentours.
- 1992 - La batea.txt (letra de la 3a versión, con Rodolfo Parada), del álbum Latitudes y Antología 1968-1992.